# Culex confundior
Culex confundior är en tvåvingeart som beskrevs av William H.W. Komp och Rozeboom 1951. Culex confundior ingår i släktet Culex och familjen stickmyggor.
Artens utbredningsområde är Surinam. Inga underarter finns listade i Catalogue of Life.